# 卡洛·埃馬努埃萊三世
薩伏伊的卡洛·埃马努埃萊三世（義大利語：Carlo Emanuele III di Savoia，1701年4月27日—1773年2月20日），薩伏依公爵（1730年－1773年）及薩丁尼亞國王（1730年－1773年在位）。普魯士国王腓特烈二世曾在1752年評價說：「全歐洲君主只有我、匈牙利的瑪麗亞·特蕾莎女王，以及薩丁尼亞國王卡洛·埃马努埃萊三世三人稱得上睿智天才，其他人都是蠢豬，都受到不良教育之誤導（指宗教束縛思想）而受困其中。」
卡洛·埃马努埃萊三世出生於都靈，是薩伏依王朝國王維托里奧·阿梅迪奧二世與第一任妻子安妮-瑪麗（奧爾良公爵菲利普一世的次女）的次子。卡洛·埃马努埃萊三世在長兄薩伏依的維托里奧·阿梅迪奧於1715年逝世後成為王位繼承人。
1730年9月3日父親維托里奧·阿梅迪奧二世因病遜位給卡洛·埃马努埃萊三世。但是卡洛·埃马努埃萊三世自少受到父親的冷待，其實少年時代未受過嚴格教育，幸好成年以後卻非常精明及長於軍事。
維托里奧·阿梅迪奧二世於1731年夏天曾在蒙卡列里城堡試圖復位，並企圖攻打米蘭，可能令皮埃蒙遭受攻擊，幸好卡洛·埃马努埃萊三世仍能維逮捕托里奧·阿梅迪奧二世，將維托里奧·阿梅迪奧二世囚禁在利沃利城堡直至1732年10月去世。
1733-1738年的波蘭王位繼承戰爭中，他與法國同盟支持斯坦尼斯瓦夫一世，並率兵佔領了米蘭。但是法國爭取西班牙加入聯盟，以米蘭及曼圖亞作為誘餌以促使西班牙加入對抗奧地利。
1734年9月，卡洛·埃马努埃萊三世率領聯軍在瓜斯塔拉戰役中獲得輝煌戰果，根據1738年的《維也納條約》，他獲得了朗格、諾瓦拉和托爾托納以換取將佔領中的米蘭交給西班牙。
在奧地利王位繼承戰爭中，他改為奧地利女大公瑪利亞·泰瑞莎結盟與西班牙及法國作戰，雖然作戰英勇，但是面對強大的敵人，重鎮如亞歷山德里亞、阿斯蒂及卡薩萊蒙費拉托先後被敵軍攻陷。幸好最後於1746年在奧地利援軍來到後成功反攻，收復亞歷山德里亞及阿斯蒂。1748年簽訂《艾克斯拉沙佩勒條約》證明他是一名談判專家，條約令他收復失去的尼斯及薩伏依，並獲得維杰瓦諾及波河河谷的一些土地。卡洛·埃马努埃萊三世拒絕參加七年戰爭，而致力於行政改革和保持一支紀律嚴明的軍隊。
卡洛·埃马努埃萊三世於1773年在都靈逝世，葬於蘇佩爾加聖殿，死後由次子維托里奧·阿梅迪奧三世繼承王位。

## 家庭
1724年，卡洛·埃马努埃萊與黑森-羅滕堡的波呂克塞娜結婚，兩人共有2子3女：
1. 維托里奧·阿梅迪奧三世（1726年—1796年）
2. 艾蕾諾拉（1728年—1781年）
3. 瑪麗亞·路易莎（1729年—1767年）
4. 瑪麗亞·費莉齊塔（1730年—1801年）
5. 埃馬努埃萊·菲利貝托（1731年—1735年），夭折

波呂克塞娜於1735年去世。兩年後，卡洛·埃马努埃萊與表妹伊麗莎白·泰瑞絲結婚，兩人共有2子1女：
1. 卡洛·法蘭西斯科（英语：Prince Carlo Francesco, Duke of Aosta）（1738年—1745年），夭折
2. 瑪麗亞·維多利亞（英语：Princess Maria Vittoria Margherita of Savoy）（1740年—1742年），夭折
3. 貝內迪托（1741年—1808年），沙布萊公爵